# Futbol'ny Klub Ruch Brėst
Il Football Center Brėst, semplicemente nota come Football Center e in precedenza come Futbol'ny Klub Ruch Brėst, è una società calcistica bielorussa con sede nella città di Brėst. Milita nella Peršaja Liha, la seconda serie del campionato bielorusso di calcio.

## Storia
Il club è stato fondato nel 2016 da alcuni tifosi della Dinamo Brėst, sulle ceneri della prima squadra di calcio locale il Ruch.
Nel 2017, il club si iscrive al campionato regionale della città di Brėst, raggiungendo il secondo posto e la promozione in Druhaja liha, alla stagione d'esordio.
Prima dell'inizio del campionato, il club si unisce al principale club di Brėst, la Dinamo Brėst, diventandone il vivaio.
Alla fine della stagione il Ruch si laurea campione, ottenendo la promozione in Peršaja Liha.
Dopo la promozione in seconda divisione, il club non rinnova l'accordo con il Dinamo Brėst. Alla fine della stagione il club si piazza al terzo posto dietro Belšyna e Smaljavičy, conquistando la promozione nella massima serie.
Nel 2020, all'esordio in Vyšėjšaja Liha, il club ottiene un ottimo ottavo posto; mentre la stagione seguente si migliora ottenendo il quinto posto, a ridosso della qualificazione in UEFA Europa Conference League.
Il 28 febbraio 2022, poche settimane prima dell'inizio della stagione 2022, il club annuncia il ritiro dopo due stagioni di massima serie per motivi finanziari, causati dalle sanzioni internazionali dovute all'invasione russa dell'Ucraina, ripartendo dalla Druhaja Liha. Nell'aprile del 2022, il club rinunciato anche alla partecipazione al campionato di terza serie e nel maggio seguente, per volontà del proprietario, è stato messo in liquidazione, partecipando ugualmente ai campionato come Football Center e ripartendo dal basso

## Palmarès

### Competizioni nazionali
- Druhaja liha: 1

2018

### Altri piazzamenti
- Campionato bielorusso di seconda divisione:

Terzo posto: 2019

## Organico

### Rosa 2021
Aggiornata al giugno 2021.
| N. |                        | Ruolo | Calciatore             |
| -- | ---------------------- | ----- | ---------------------- |
| 1  | Bielorussia (bandiera) | P     | Alyaksandr Nyachayew   |
| 2  | Camerun (bandiera)     | C     | Gaby Kiki              |
| 3  | Bielorussia (bandiera) | D     | Arcëm Rachmanaŭ        |
| 4  | Brasile (bandiera)     | D     | João William           |
| 5  | Bielorussia (bandiera) | C     | Kiryl Pjačėnin         |
| 6  | Bielorussia (bandiera) | D     | Raman Vjahera          |
| 7  | Bielorussia (bandiera) | C     | Oleg Nikiforenko       |
| 8  | Svezia (bandiera)      | C     | Karl Hampus Söderström |
| 9  | Bielorussia (bandiera) | A     | Vsevolod Sadovsky      |
| 10 | Bielorussia (bandiera) | A     | Jaŭhen Šaŭčėnka        |
| 11 | Senegal (bandiera)     | C     | Abdoulaye Diallo       |
| 12 | Bielorussia (bandiera) | D     | Jaŭhen Klapocki        |

| N. |                        | Ruolo | Calciatore        |
| -- | ---------------------- | ----- | ----------------- |
| 19 | Bielorussia (bandiera) | C     | Dzjanis Hračycha  |
| 20 | Bielorussia (bandiera) | A     | Artem Kontsevoy   |
| 22 | Liberia (bandiera)     | C     | David Tweh        |
| 25 | Serbia (bandiera)      | C     | Filip Jović       |
| 31 | Bielorussia (bandiera) | A     | Artem Miroevskiy  |
| 34 | Bielorussia (bandiera) | A     | Artsyom Pyatrenka |
| 35 | Bielorussia (bandiera) | P     | Pavel Paŭljučėnka |
| 42 | Bielorussia (bandiera) | C     | Kirill Chernook   |
| 51 | Bielorussia (bandiera) | A     | Dzjanis Lapceŭ    |
| 77 | Bielorussia (bandiera) | C     | Raman Juzapčuk    |
| 88 | Bielorussia (bandiera) | A     | Pavel Savicki     |
| 91 | Albania (bandiera)     | C     | Elis Bakaj        |
| 99 | Bielorussia (bandiera) | A     | Kirill Tsepenkov  |

### Rosa 2020
Aggiornata al luglio 2020.
| N. |                        | Ruolo | Calciatore           |
| -- | ---------------------- | ----- | -------------------- |
| 1  | Bielorussia (bandiera) | P     | Alyaksandr Nyachayew |
| 3  | Bielorussia (bandiera) | A     | Vsevolod Sadovsky    |
| 4  | Bielorussia (bandiera) | D     | Andrey Pilipovets    |
| 5  | Brasile (bandiera)     | D     | João William         |
| 7  | Bielorussia (bandiera) | C     | Oleg Nikiforenko     |
| 8  | Nigeria (bandiera)     | C     | Chidi Osuchukwu      |
| 10 | Bielorussia (bandiera) | A     | Jaŭhen Šaŭčėnka      |
| 11 | Bielorussia (bandiera) | C     | Aleksey Antilevskiy  |
| 13 | Ucraina (bandiera)     | C     | Oleksandr Mihunov    |
| 14 | Kazakistan (bandiera)  | C     | Vladïslav Vasïl'ev   |
| 15 | Bielorussia (bandiera) | A     | Jahor Bahamol'ski    |
| 16 | Bielorussia (bandiera) | P     | Raman Stsyapanaw     |
| 17 | Bielorussia (bandiera) | A     | Uladzislaŭ Marozaŭ   |
| 18 | Bielorussia (bandiera) | P     | Viktor Kravets       |

| N. |                        | Ruolo | Calciatore           |
| -- | ---------------------- | ----- | -------------------- |
| 19 | Bielorussia (bandiera) | C     | Dzjanis Hračycha     |
| 20 | Bielorussia (bandiera) | A     | Artem Kontsevoy      |
| 24 | Bielorussia (bandiera) | D     | Vital' Hajdučyk      |
| 26 | Bielorussia (bandiera) | C     | Sjarhej Cichanoŭski  |
| 27 | Bielorussia (bandiera) | D     | Igor Shumilov        |
| 29 | Bielorussia (bandiera) | C     | Yaroslav Oreshkevich |
| 30 | Nigeria (bandiera)     | C     | Saviour Nwafor       |
| 31 | Bielorussia (bandiera) | C     | Maksim Chizh         |
| 34 | Bielorussia (bandiera) | A     | Artsyom Pyatrenka    |
| 35 | Bielorussia (bandiera) | P     | Artem Denisenko      |
| 50 | Ucraina (bandiera)     | D     | Oleksij Kovtun       |
| 59 | Bielorussia (bandiera) | D     | Illya Kalpachuk      |
| 99 | Bielorussia (bandiera) | C     | Bogdan Sadovskiy     |